# Pseudophacidium
Pseudophacidium is een geslacht van schimmels behorend tot de familie Phacidiaceae. De typesoort is Pseudophacidium ledi.

## Soorten
Volgens Index Fungorum telt het geslacht 25 soorten (peildatum december 2021):
| Soortnaam                     | Auteur(s)                                             | Publicatiejaar |
| ----------------------------- | ----------------------------------------------------- | -------------- |
| Pseudophacidium affine        | (Sacc. & Paol.) Sacc.                                 | 1889           |
| Pseudophacidium angelicae     | Beeli                                                 | 1924           |
| Pseudophacidium atroviolaceum | Höhn.                                                 | 1904           |
| Pseudophacidium betulae       | Rehm                                                  | 1888           |
| Pseudophacidium couepiae      | Henn.                                                 | 1895           |
| Pseudophacidium crassum       | K. Gerber                                             | 1931           |
| Pseudophacidium decorticans   | Rehm                                                  | 1887           |
| Pseudophacidium diselmae      | Z.Q. Yuan, Rudman & C. Mohammed                       | 2000           |
| Pseudophacidium gaeumannii    | E. Müll.                                              | 1963           |
| Pseudophacidium garmanii      | A. Funk                                               | 1980           |
| Pseudophacidium hellebori     | Rehm                                                  | 1896           |
| Pseudophacidium ilicis        | Rehm                                                  | 1900           |
| Pseudophacidium indicum       | Syd. & P. Syd.                                        | 1911           |
| Pseudophacidium kumaonense    | (S.K. Bose & E. Müll.) DiCosmo, Nag Raj & W.B. Kendr. | 1983           |
| Pseudophacidium ledi          | (Alb. & Schwein.) P. Karst.                           | 1885           |
| Pseudophacidium microspermum  | Rehm                                                  | 1888           |
| Pseudophacidium myrtacearum   | Rehm                                                  | 1900           |
| Pseudophacidium philadelphi   | (Niessl) Rehm                                         | 1896           |
| Pseudophacidium photiniae     | T.S. Ramakr. & Sriniv.                                | 1951           |
| Pseudophacidium piceae        | E. Müll.                                              | 1963           |
| Pseudophacidium propolideum   | Rehm                                                  | 1888           |
| Pseudophacidium rehmii        | (Feltgen) Höhn.                                       | 1906           |
| Pseudophacidium rhododendri   | (Rehm) Rehm                                           | 1888           |
| Pseudophacidium rugosum       | (Fr.) P. Karst.                                       | 1885           |
| Pseudophacidium vincae        | Feltgen                                               | 1903           |